# Antonio Luis Díaz Sánchez
Antonio Luis Díaz Sánchez, más conocido como Hugo Díaz (Almodóvar del Río, provincia de Córdoba, 9 de febrero de 1988), es un futbolista español. Actualmente juega en el Linares Deportivo. Es hermano del también futbolista Pepe Díaz Sánchez. En la actualidad es uno de los delanteros con más experiencia de la 1°RFEF.

## Trayectoria
Se formó en dos conjuntos de la provincia de Córdoba, como Almodóvar del Río y Montilla, hasta llegar al Écija Balompié en Segunda División B.
Tras pasar por el Écija Balompié jugó dos campañas en el Pozoblanco en Tercera División.
 Fue en la segunda temporada de este ciclo cuando Hugo Díaz compitió con Copi por ser el máximo goleador del Grupo X en el que finalmente marcó 22 tantos.
Un año después firmó por el Lucena donde marcó 17 goles y disputó dos eliminatorias de ascenso a Segunda División ante el Huracán de Valencia y la Ponferradina. De ahí se marchó al Zaragoza B donde la pasada campaña disputó una veintena de encuentros en los que anotó cinco goles.
En la Real Balompédica Linense marcó nueve goles en la Liga 2013/2014 en los 35 partidos que disputó, 22 de ellos como titular.
La temporada siguiente la jugó con el UCAM Murcia Club de Fútbol, club con el que disputó las eliminatorias del playoff de ascenso a Segunda División A. El cordobés sumó un total de 11 dianas con el conjunto murciano, siendo su máximo goleador. Participó en 32 partidos, perdiéndose el resto por sanción o lesión. El UCAM disputó el título al Cádiz hasta la recta final.
En verano de 2015, se había comprometido con el Extremadura UD, anunciado oficialmente por el club del Grupo XIV de Tercera, pero el 15 de agosto causó baja y firma con el Real Jaén por dos temporadas, donde forma una delantera letal y goleadora con Santi Villa.
En el Jaén, el delantero fue uno de los jugadores más destacados, sus 13 goles en un total de 29 partidos, 25 de ellos como titular. En abril de 2016, el club jienense y el futbolista llegan a un pacto para la rescisión del contrato que unía a ambas partes después de estar tres meses sin cobrar, donde firma con el Tudelano para reforzar su delantera para la fase de ascenso a la Liga Adelante.

## Clubes
| Club                             | Temporada | Categoría                    | Partidos | Goles |
| -------------------------------- | --------- | ---------------------------- | -------- | ----- |
| Almodóvar del Río                | 2007/2008 | Provincial                   | 24       | 35    |
| Écija Balompié                   | 2008/2009 | Segunda B                    | 4        | 0     |
| Club Deportivo Pozoblanco        | 2009/2011 | Tercera división             | 60       | 35    |
| Lucena CF                        | 2011/2012 | Segunda B                    | 29       | 17    |
| Real Zaragoza B                  | 2012/2013 | Segunda B                    | 20       | 5     |
| Real Balompédica Linense         | 2013/2014 | Segunda B                    | 35       | 9     |
| UCAM Murcia Club de Fútbol       | 2014/2015 | Segunda B                    | 32       | 11    |
| Real Jaén                        | 2015/2016 | Segunda B                    | 29       | 13    |
| Club Deportivo Tudelano          | 2016      | Segunda B                    | 1        | 0     |
| Club Deportivo Atlético Baleares | 2018/2019 | Segunda B                    | 32       | 6     |
| Asociación Deportiva Mérida      | 2016/2018 | Segunda B                    | 49       | 11    |
| Salamanca Club de Fútbol UDS     | 2019/2020 | Segunda B                    | 29       | 8     |
| Linares Deportivo                | 2020/Act. | Segunda B Primera Federación |          |       |